# Représentations diplomatiques de l'Équateur

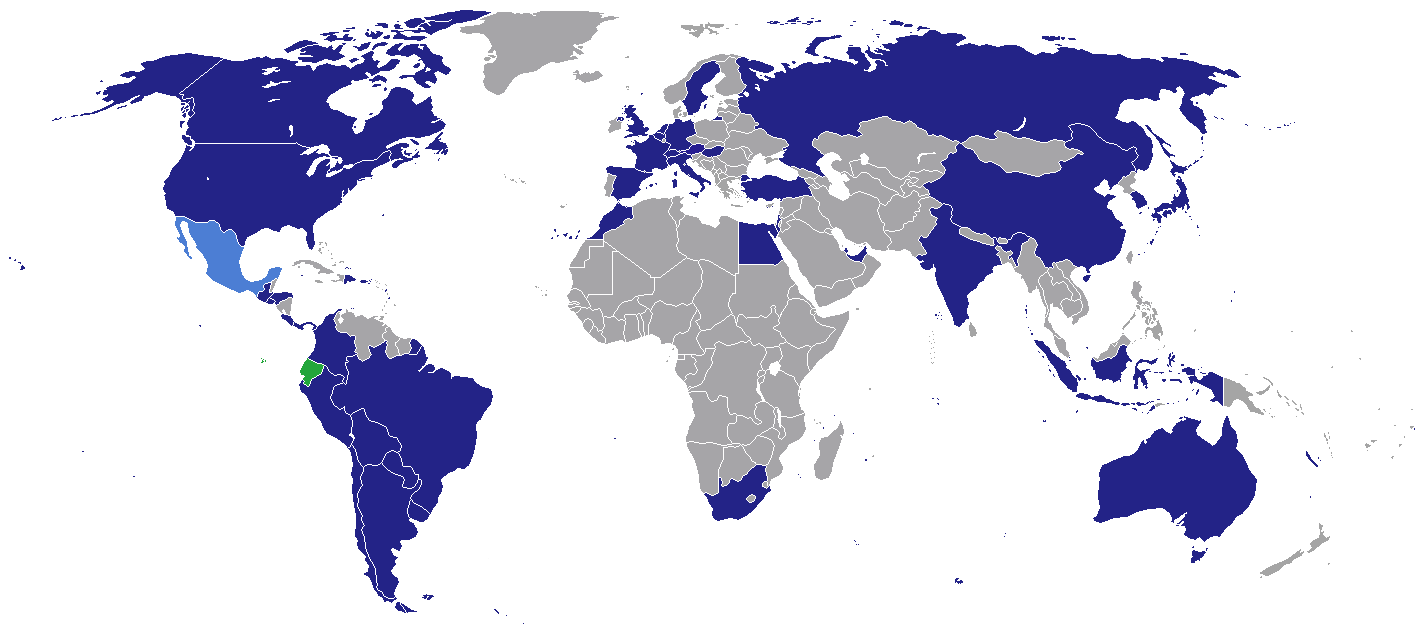
Représentations diplomatiques de l'Équateur.

Voici la liste des représentations diplomatiques de l’Équateur  à l'étranger :

## Afrique
- Afrique du Sud
  - Pretoria (ambassade)
- Égypte
  - Le Caire (ambassade)
- Maroc
  - Rabat (ambassade)

## Amérique
- Argentine
  - Buenos Aires (ambassade)
- Bolivie
  - La Paz (ambassade)
- Brésil
  - Brasilia (ambassade)
  - São Paulo (consulat général)
- Canada
  - Ottawa (ambassade)
  - Toronto (consulat général)
- Chili
  - Santiago du Chili (ambassade)
- Colombie
  - Bogota (ambassade)
  - Ipiales (consulat général)
- Costa Rica
  - San José (ambassade)
- Cuba
  - La Havane (ambassade)
- République dominicaine
  - Saint-Domingue (ambassade)
- États-Unis
  - Washington (ambassade)
  - Atlanta (consulat général)
  - Chicago (consulat général)
  - Houston (consulat général)
  - Long Island City (consulat général)
  - Los Angeles (consulat général)
  - Miami (consulat général)
  - Minneapolis (consulat général)
  - New Haven (consulat général)
  - New York (consulat général)
  - Newark (consulat général)
  - Phoenix (consulat général)
- Guatemala
  - Guatemala ville (ambassade)
- Honduras
  - Tegucigalpa (ambassade)
- Mexique
  - Mexico (section d'intérêt)
- Panama
  - Panamá (ambassade)
- Paraguay
  - Asuncion (ambassade)
- Pérou
  - Lima (ambassade)
  - Tumbes (consulat général)
- Uruguay
  - Montevideo (ambassade)

## Asie
- Chine
  - Pékin (ambassade)
  - Canton (consulat général)
  - Shanghai (consulat général)
- Corée du Sud
  - Séoul (ambassade)
- Émirats arabes unis
  - Abou Dabi (ambassade)
- Inde
  - New Delhi (ambassade)
- Indonésie
  - Jakarta (ambassade)
- Israël
  - Tel Aviv (ambassade)
- Japon
  - Tokyo (ambassade)
- Palestine
  - Ramallah (ambassade)
- Qatar
  - Doha (ambassade)
- Turquie
  - Ankara (ambassade)

## Europe
- Allemagne
  - Berlin (ambassade)
  - Hambourg (consulat général)
- Autriche
  - Vienne (ambassade)
- Belgique
  - Bruxelles (ambassade)
- Espagne
  - Madrid (ambassade)
  - Barcelone (consulat général)
  - Malaga (consulat)
  - Murcie (consulat)
  - Palma de Majorque (consulat)
  - Valence (consulat)
- France
  - Paris (ambassade)
- Hongrie
  - Budapest (ambassade)
- Italie
  - Rome (ambassade)
  - Gênes (consulat général)
  - Milan (consulat général)
- Royaume-Uni
  - Londres (ambassade)
- Russie
  - Moscou (ambassade)
- Suède
  - Stockholm (ambassade)
- Suisse
  - Berne (ambassade)
- Vatican
  - Rome (ambassade)

## Océanie
- Australie
  - Canberra (ambassade)

## Organisations internationales
- Genève  (Mission permanente auprès de l'Organisation des Nations unies)
- New York (Mission permanente auprès de l'Organisation des Nations unies)
- Washington (Mission permanente auprès de l'Organisation des États américains)

## Galerie

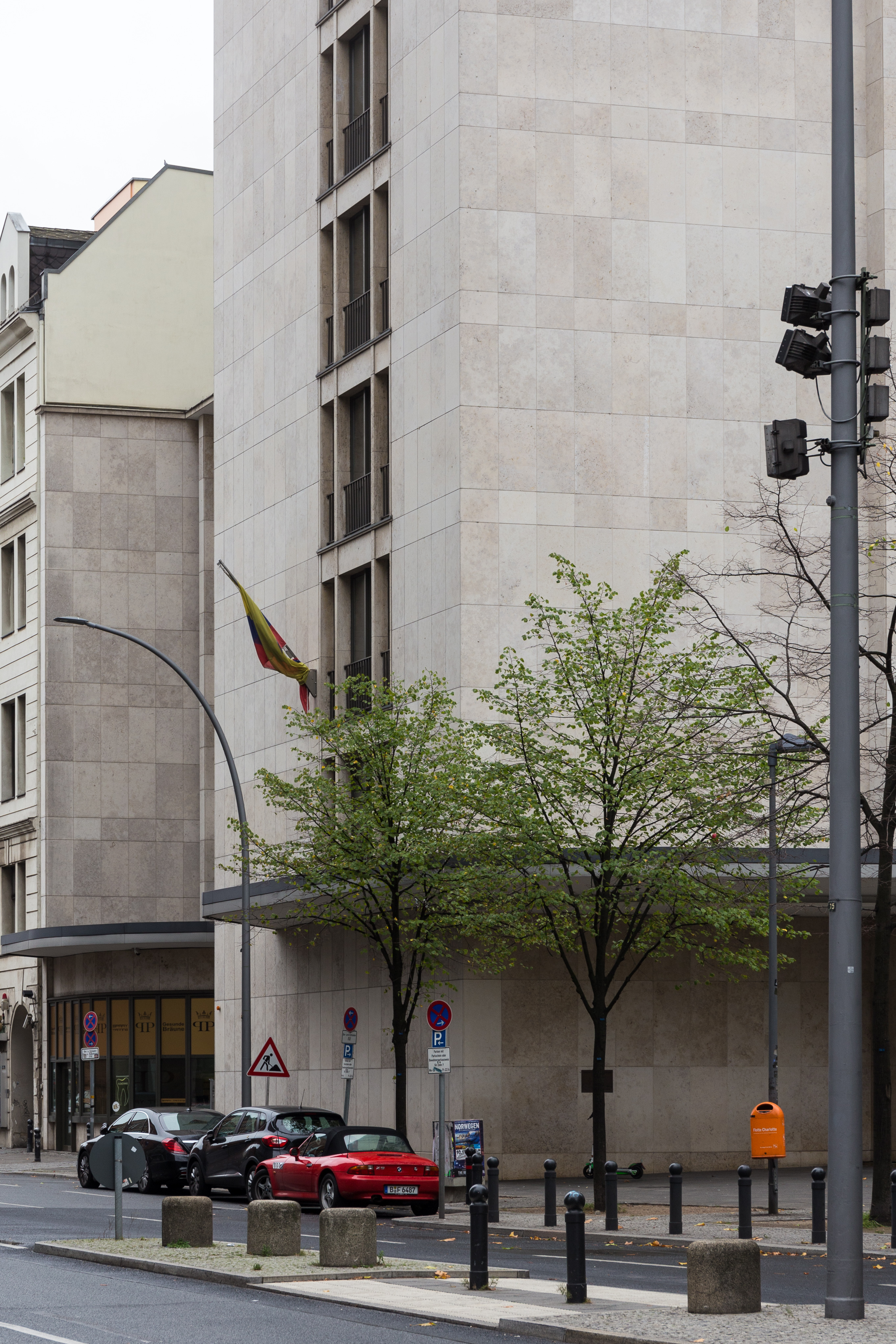
Ambassade à Berlin.
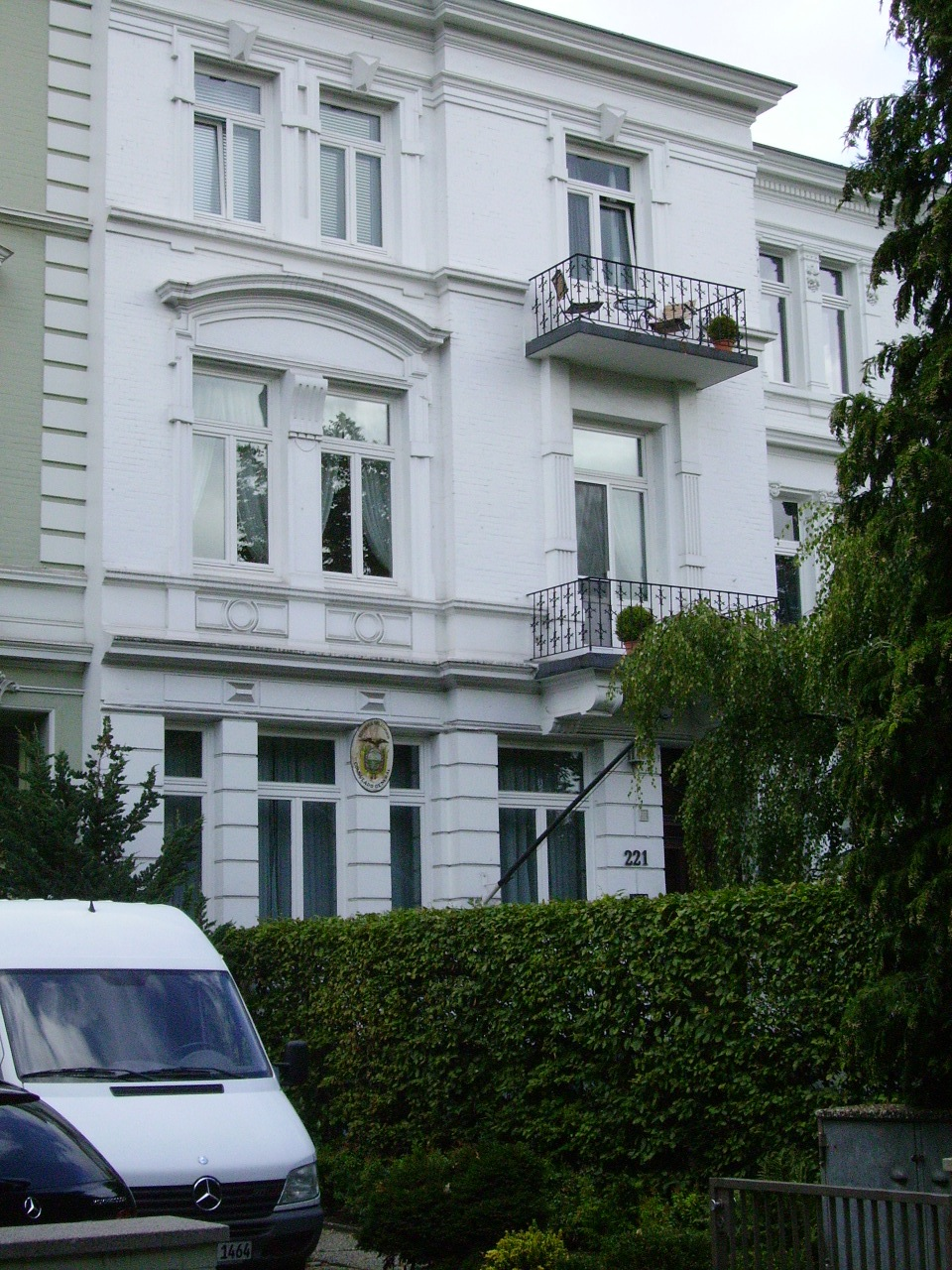
Consulat général à Hambourg.
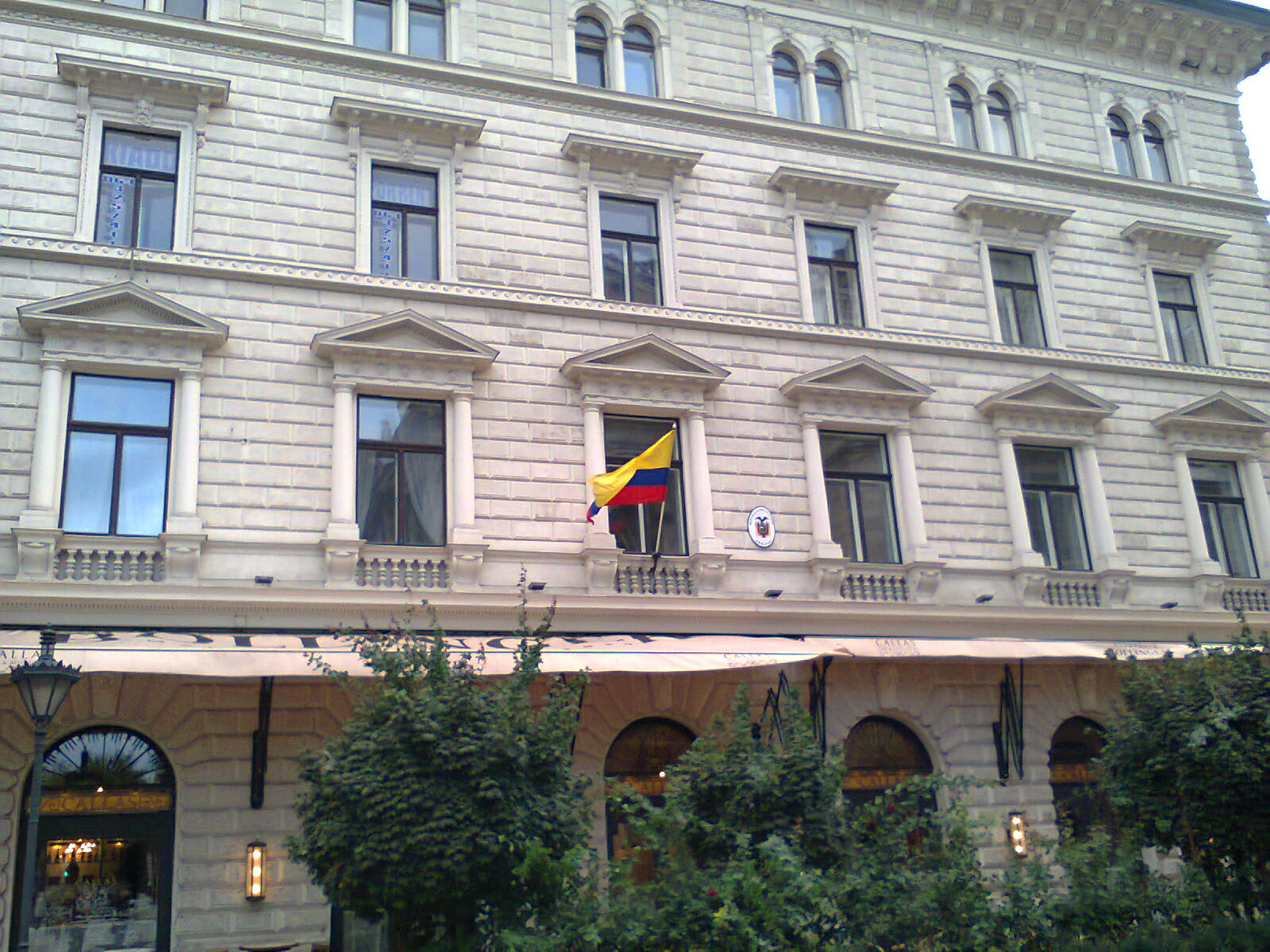
Ambassade à Budapest.
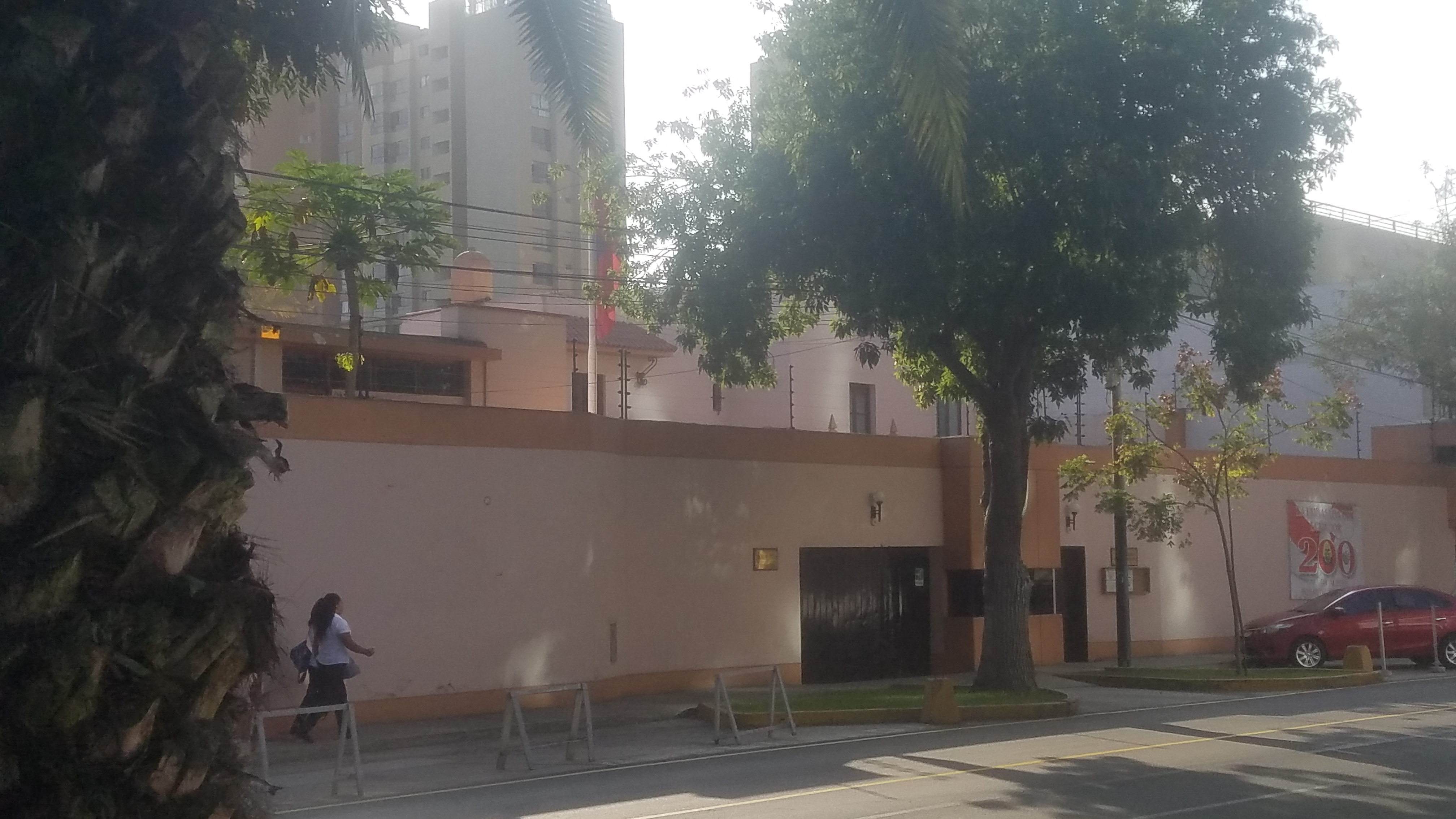
Ambassade à Lima.
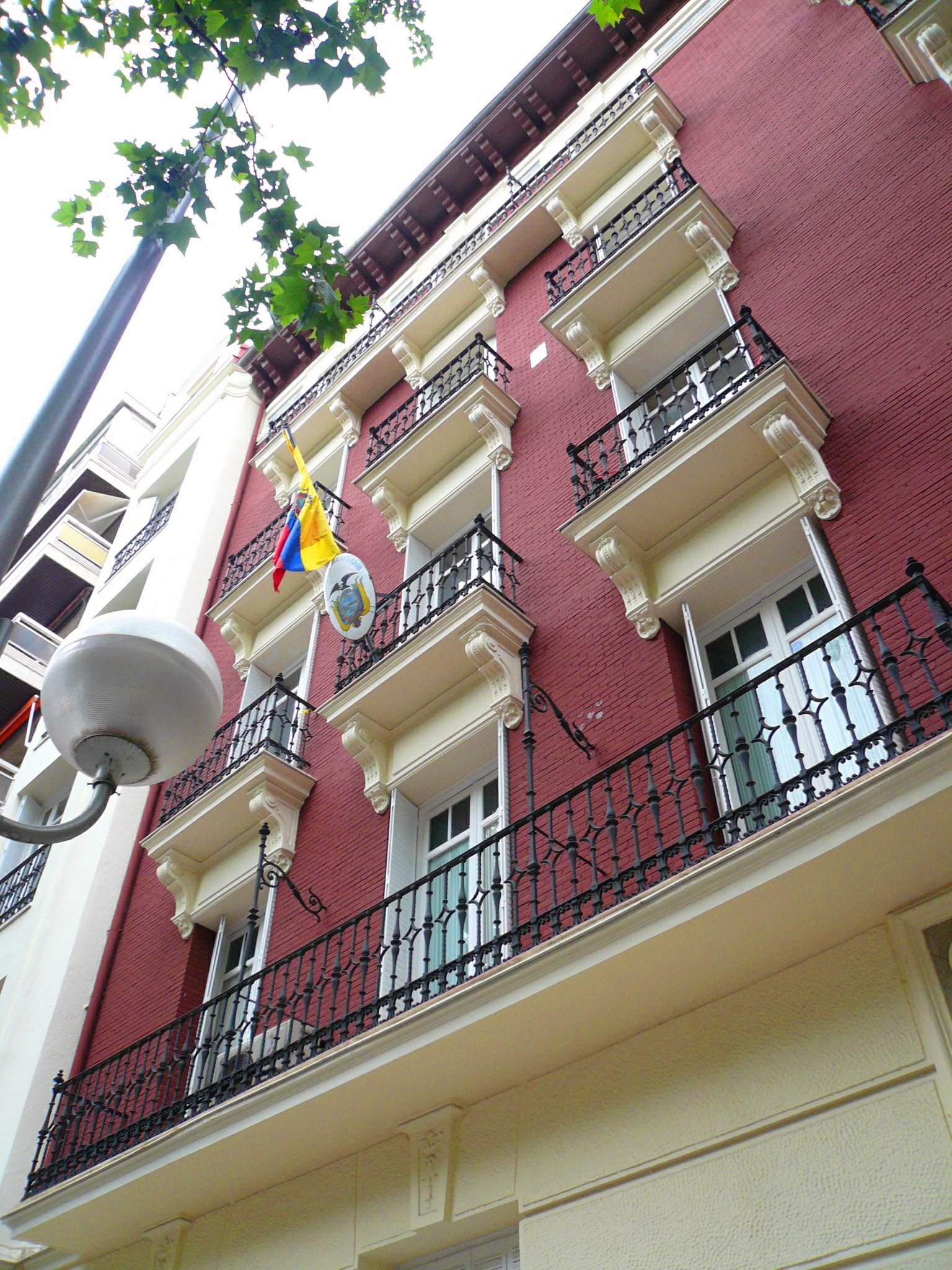
Ambassade à Madrid.
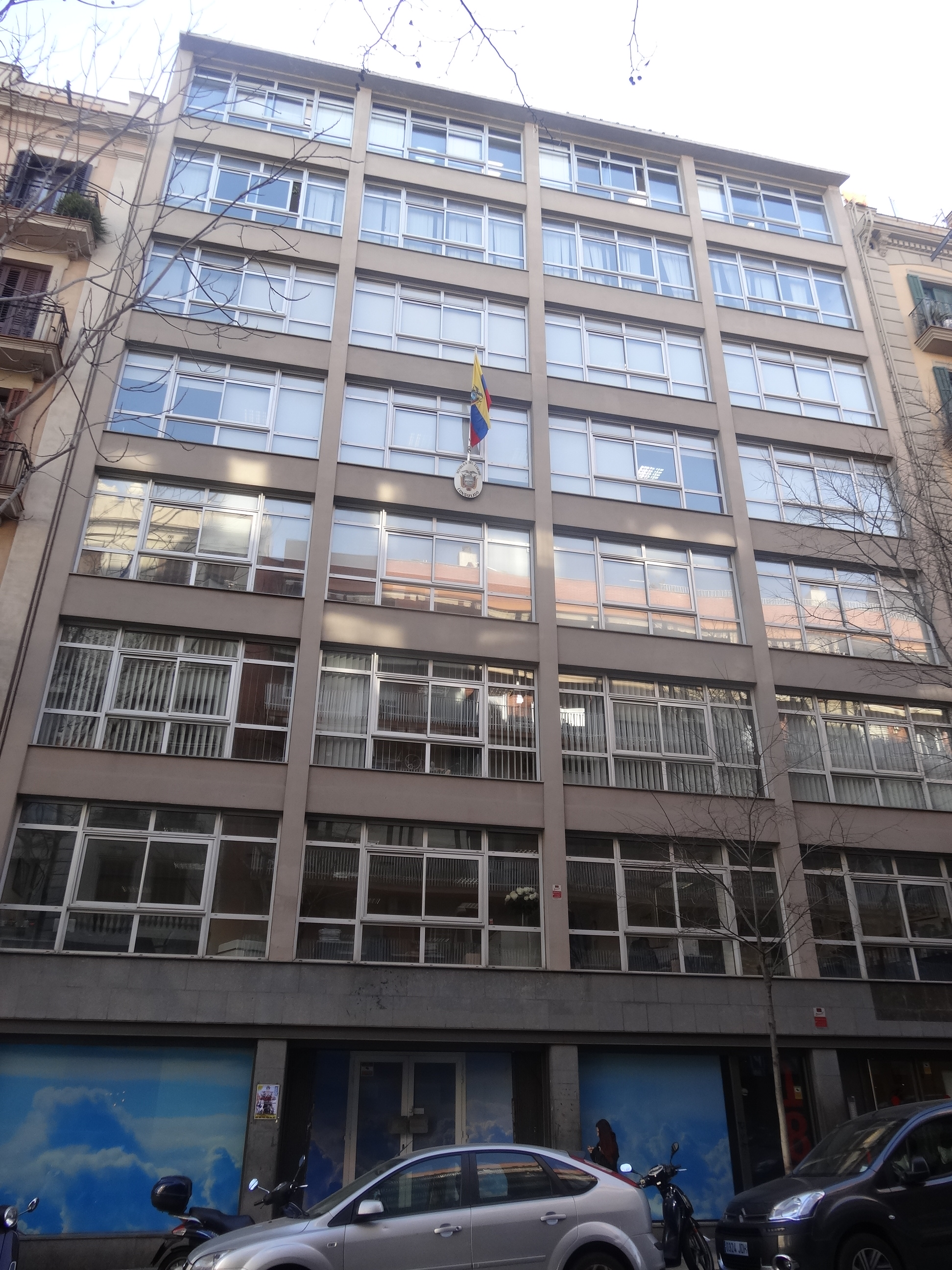
Consulat général à Barcelone.
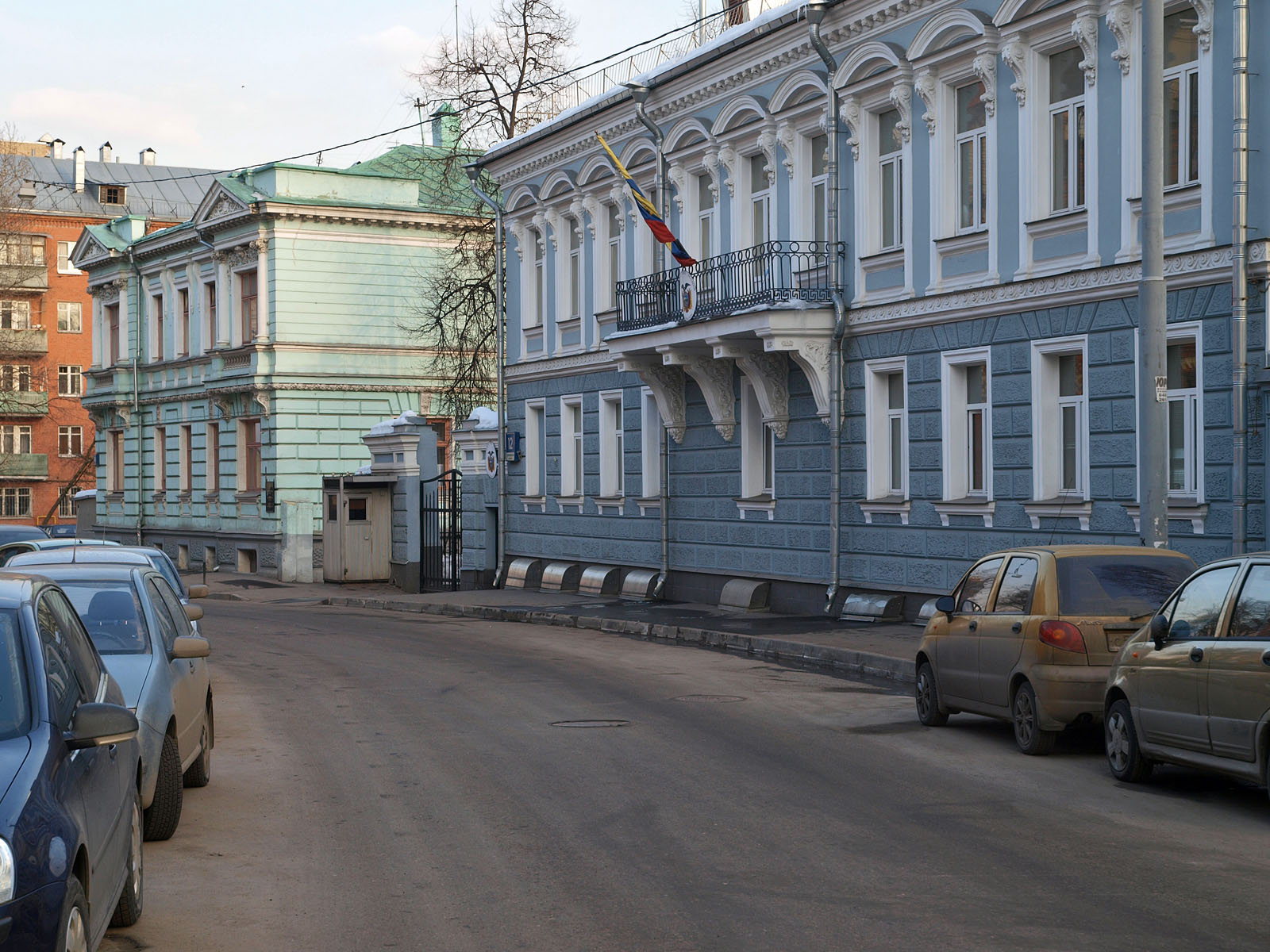
Ambassade à Moscou.
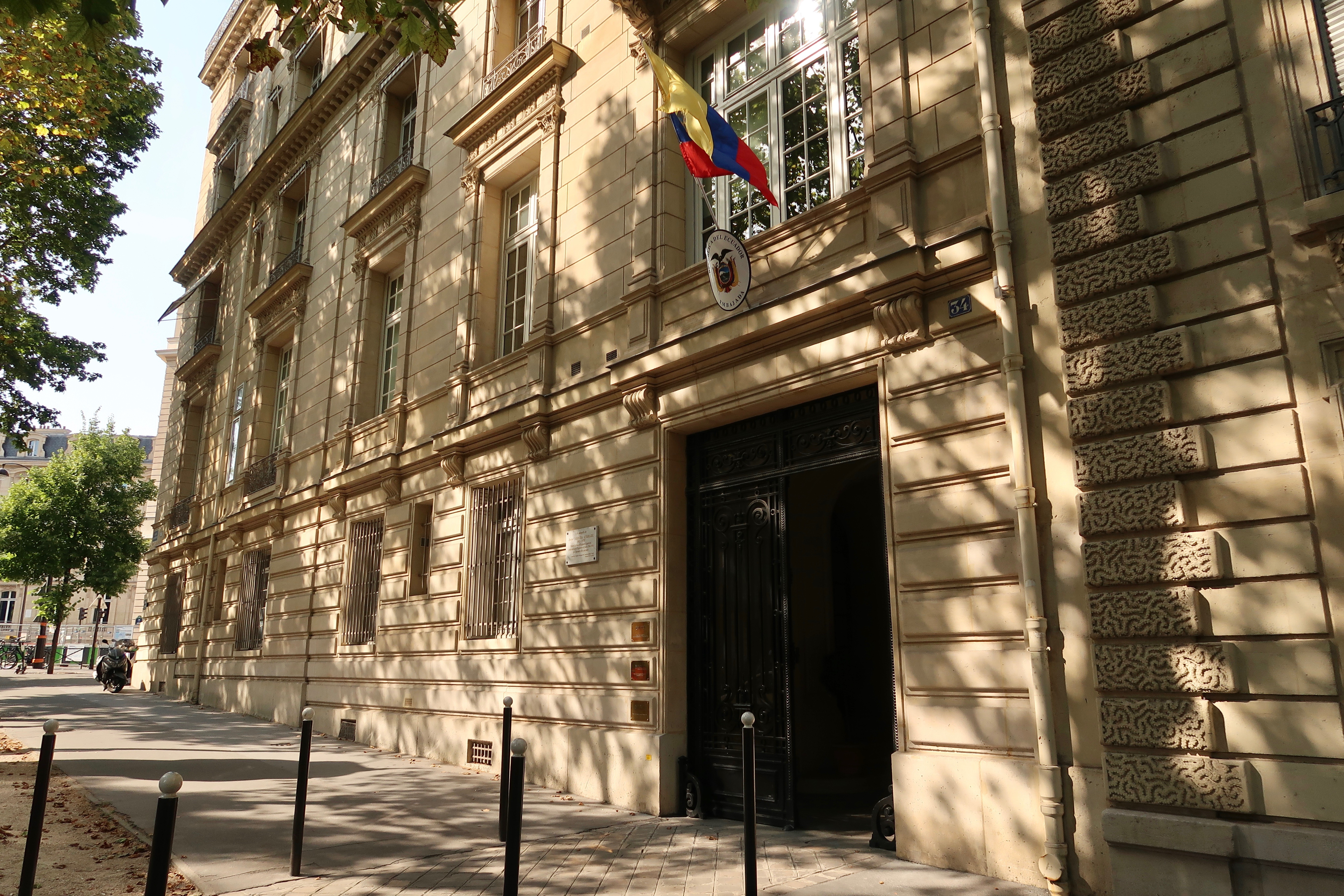
Ambassade à Paris.
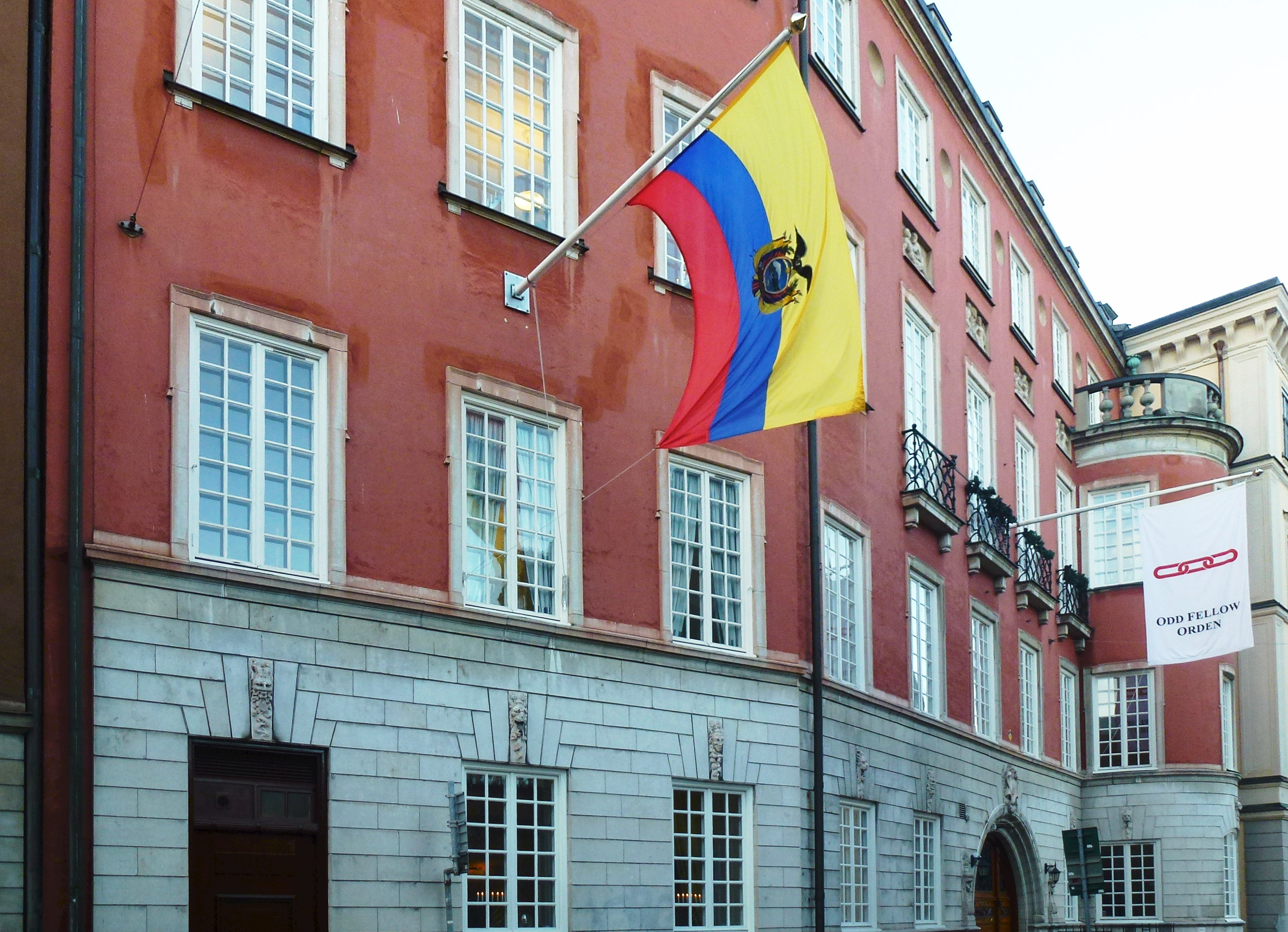
Ambassade à Stockholm.
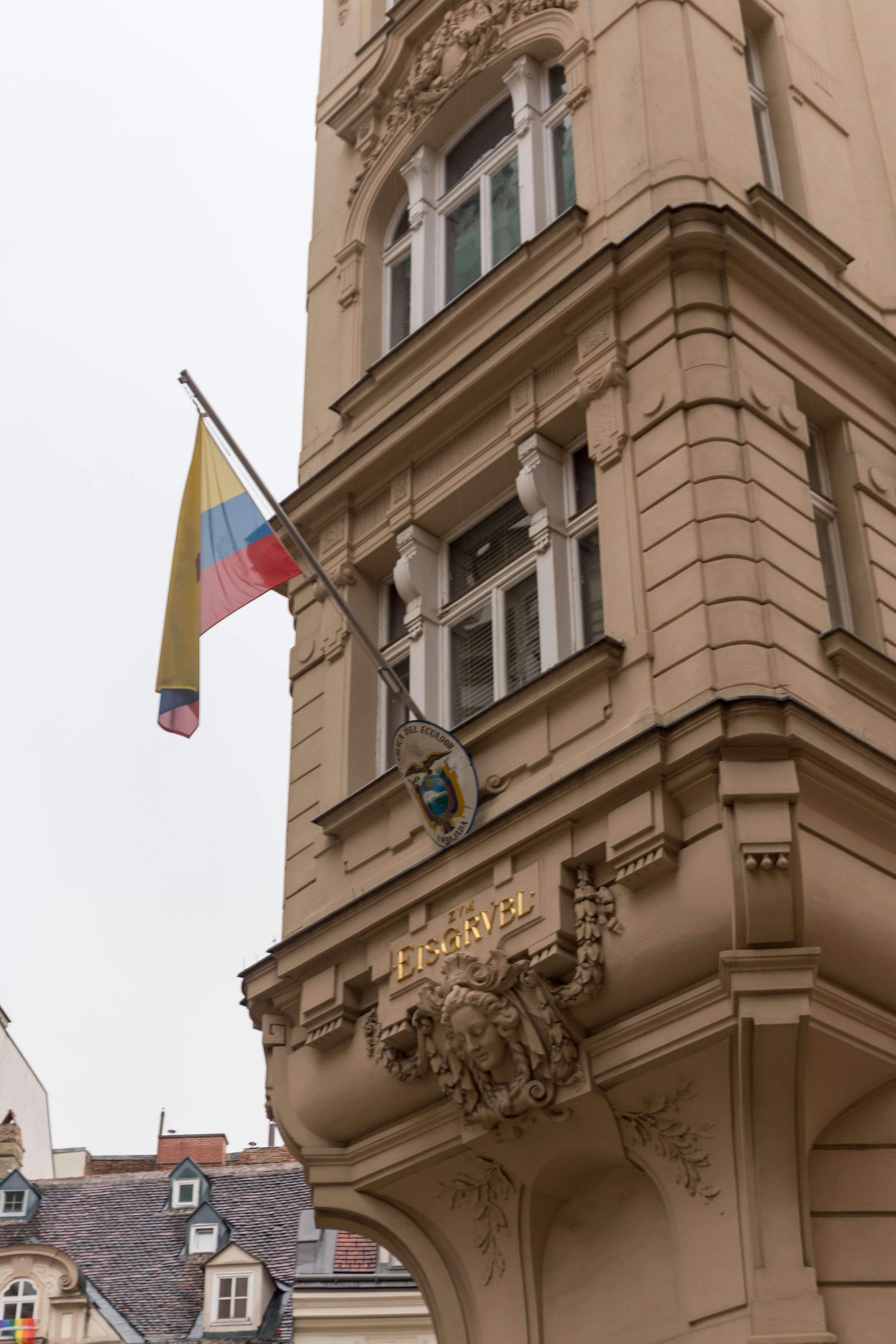
Ambassade à Vienne.
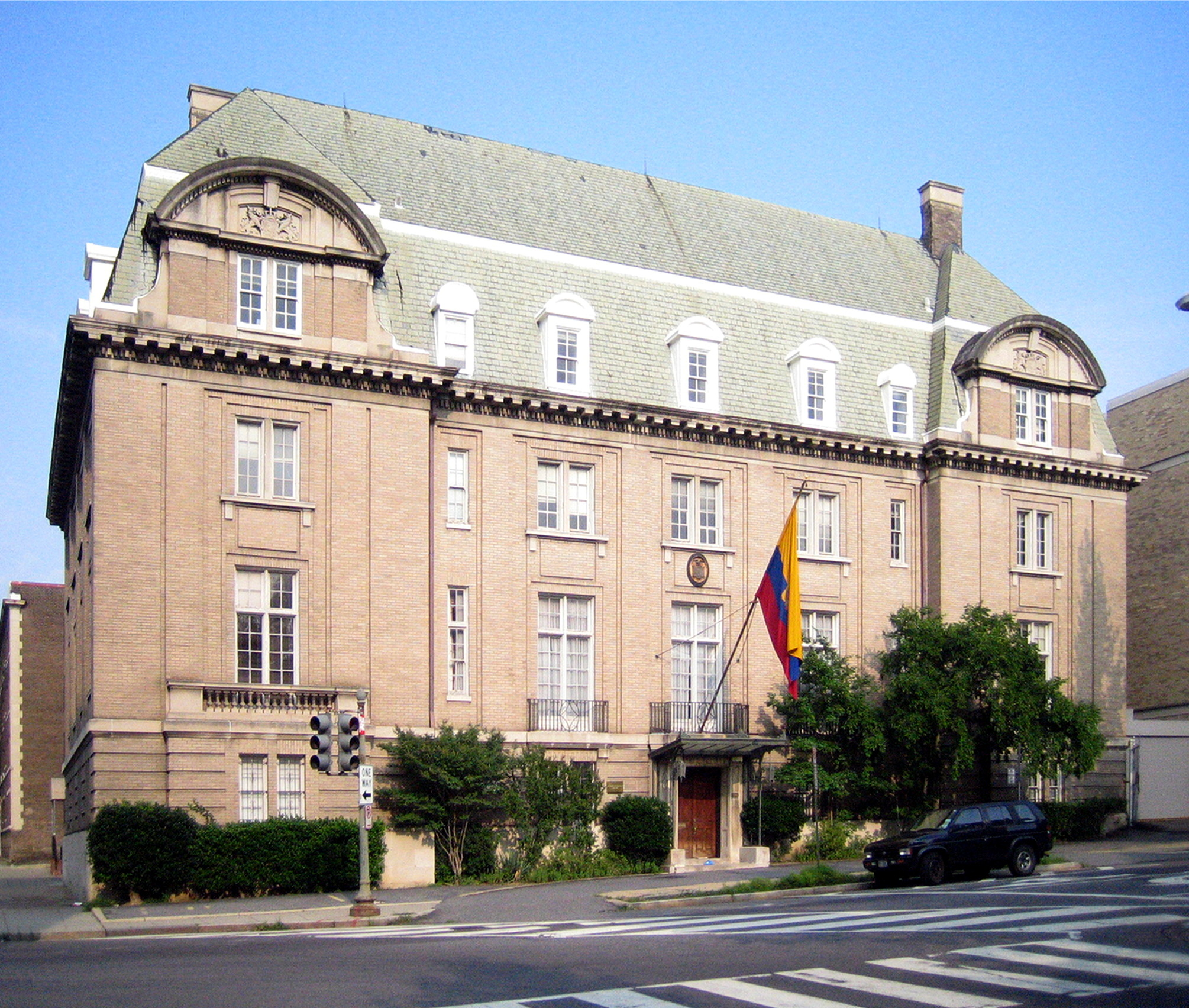
Ambassade à Washington.